# Херувимска песен
Херувимската песен е едно от най-известни песнопения в православната църква. Това е част от Литургията, която се изпълнява непосредствено преди най-свещената част от богослужението (когато се изпълнява Великият вход, с който започва Евхаристийният канон). Текстът на херувимската песен изобразява същността на литургичното богослужение и е молитвен призив към вярващите да отложат всяка житейска грижа, за да се посветят напълно на най-важния момент от църковната служба.
Музиката на херувимската песен е много сложна и изисква високо ниво на музикални умения и техника.

## Текст
- Фонетично от стар български (църковнославянски):

(първа част)
Иже херувими тайно образующе,
и животворящей Троице Трисвятую песнь припевающе,
всякое нине житейское отложимъ попечение
(втора част)
Яко да Царя всехъ подимемъ
ангельскими невидимо дориносима чинми.
Алилуия, Алилуия, Алилуия!
- На съвременен български:

(първа част)
[Ние, които] по тайнствен начин уподобяваме херувимите
и пред животворящата Света троица припяваме Трисвятата песен,
[нека сега] да отложим всяка житейска грижа.
(втора част)
Като Цар на всичко да подемем [Христа],
Когото ангелските чинове невидимо носят.
Алилуия, Алилуия, Алилуия!